# Buitenkaag
Buitenkaag è un piccolo villaggio dei Paesi Bassi situato nell'Olanda settentrionale. Fa parte della municipalità di Haarlemmermeer e si trova a circa 8 km a nord-est rispetto a Leida. Posto sull'estremità nord del Kagerplassen, al confine fra Olanda settentrionale e Olanda meridionale, prende il nome dall'adiacente (e molto più antico) villaggio di Kaag (Buitenkaag è traducibile come Kaag esterna), al quale è collegato da un traghetto.
A Buitenkaag si trova il  caratteristico Gemaal de Leeghwater, una stazione di pompaggio che prende il nome dal suo progettista, Jan Leeghwater. Costruito a metà del XIX secolo per recuperare terre dal lago di Haarlemmermeer, è tuttora operativo.